# Dendrolycosa bairdi
Espèce
Dendrolycosa bairdi est une espèce d'araignées aranéomorphes de la famille des Pisauridae.

## Distribution
Cette espèce est endémique de la province de Champassak au Laos,. Elle se rencontre dans le district de Batiengchaleunsouk.

## Description
La carapace du mâle holotype mesure 4,3 mm de long sur 3,5 mm et l'abdomen 5,7 mm de long sur 3,4 mm et la carapace de la femelle paratype mesure 6,2 mm de long sur 4,9 mm et l'abdomen 8,9 mm de long sur 5,5 mm.

## Étymologie
Cette espèce est nommée en l'honneur d'Ian Baird.

## Publication originale
- Jäger, 2011 : Revision of the spider genera Nilus O. Pickard-Cambridge 1876, Sphedanus Thorell 1877 and Dendrolycosa Doleschall 1859 (Araneae: Pisauridae). Zootaxa, no 3046, p. 1-38.